# Underground (The Electric Prunes)
Underground is het tweede studioalbum van de psychedelische-rockgroep The Electric Prunes. Reprise Records gaf het in augustus 1967 uit. Drie van de liedjes werden tevens als single uitgebracht: "Dr. Do-Good", "The Great Banana Hoax" en "A Long Day's Flight". De muzikale productie werd verzorgd door David Hassinger met Richie Podolor en Bill Cooper als geluidstechnici van dienst. Hassinger gunde de bandleden aanzienlijk meer artistieke vrijheid dan bij de opnamen van hun debuutalbum, getiteld The Electric Prunes. Ditmaal schreven de Prunes een groot deel van de liedjes, terwijl het vorige album bijna geheel geschreven werd door Annette Tucker en Nancie Mantz. Tijdens de opnamen van Underground haakten James Spangola en Preston Ritter af. Zij werden vervangen door Mike Gannon en Michael Fortune. Het album bereikte de 172ste plaats in de Billboard 200. In 2000 en 2007 volgden twee heruitgaven op compact disc met de liedjes "Everybody Knows You're Not In Love" en "You Never Had It Better" als bonusnummers.

## Tracklist
| Nr. | Titel                 | Schrijver(s)              | Duur |
| --- | --------------------- | ------------------------- | ---- |
| 1.  | The Great Banana Hoax | Lowe, Tulin               | 4:09 |
| 2.  | Children of Rain      | William, Williams         | 2:37 |
| 3.  | Wind-Up Toys          | Lowe, Tulin               | 2:26 |
| 4.  | Antique Doll          | Mantz, Tucker             | 3:13 |
| 5.  | It's Not Fair         | Lowe, Tulin               | 2:04 |
| 6.  | I Happen to Love You  | Gerry Goffin, Carole King | 3:15 |

| Nr. | Titel             | Schrijver(s)  | Duur |
| --- | ----------------- | ------------- | ---- |
| 7.  | Dr. Do-Good       | Mantz, Tucker | 2:26 |
| 8.  | I                 | Mantz, Tucker | 5:14 |
| 9.  | Hideaway          | Lowe, Tulin   | 2:42 |
| 10. | Big City          | Walsh, Walsh  | 2:46 |
| 11. | Captain Glory     | Lowe          | 3:12 |
| 12. | Long Day's Flight | Weakly, Yorty | 3:12 |

| Nr. | Titel                              | Schrijver(s)                | Duur |
| --- | ---------------------------------- | --------------------------- | ---- |
| 13. | Everybody Knows You're Not in Love | Lowe, Tulin                 | 3:05 |
| 14. | You Never Had It Better            | Poncher, Schwartz, Snagster | 2:07 |

## Musici
- James Lowe - zang, autoharp, mondharmonica
- Mark Tulin - basgitaar, orgel, piano
- Ken Williams - leadgitaar
- James Spagnola - zang, slaggitaar
- Mike Gannon - zang, slaggitaar (alleen op "Long Day's Flight" en "The Great Banana Hoax")
- Preston Ritter - drums
- Michael Fortune - drums (alleen op "Children of Rain", "Antique Doll", "I", "Captain Glory" en "Long Day's Flight")